# Янецкая, Янина
Янина Янецкая (пол. Janina Janecka, наст. фамилия Добжиньская) — польская актриса театра и кино.

## Биография
Янина Янецкая родилась 20 октября 1893 года в Лодзи. Дебютировала в театре в 1908. Актёрское образование получила в драматической школе Варшавского музыкального общества. Актриса театров в Варшаве. Умерла 21 февраля 1938 года в Варшаве.

## Избранная фильмография
- 1932 — Уланы, уланы... / Ułani, ułani, chłopcy malowani
- 1933 — История греха / Dzieje grzechu
- 1933 — Десять процентов мне / 10% dla mnie
- 1935 — Две Иоаси / Dwie Joasie
- 1936 — Верная река / Wierna rzeka
- 1936 — Ядзя / Jadzia
- 1936 — Болек и Лёлек / Bolek i Lolek
- 1937 — Девушки из Новолипок / Dziewczęta z Nowolipek
- 1938 — Вереск / Wrzos
- 1938 — Страхи / Strachy
- 1938 — Флориан / Florian — Ева